# 亨东根
亨东根是德国巴伐利亚州的一个市镇。总面积22.85平方公里，总人口962人，其中男性492人，女性470人（2011年12月31日），人口密度42人/平方公里。